# マサトランFC
マサトラン・フトボル・クルブ（スペイン語: Mazatlán Futbol Club）は、メキシコ西部、シナロア州南部のマサトランに本拠地を置くサッカークラブ。リーガMX所属。
事実上の前身であるクラブはシナロア州から直線距離で700kmも離れたミチョアカン州モレリアを拠点とするモナルカス・モレリア（現アトレティコ・モレリア）であり、2020年6月2日にモレリアからマサトランに本拠地を移転して新たに設立されたクラブである。

## 歴史
2017年、シナロア州政府は、州内のスポーツ振興の一環として、マサトランに新スタジアムの建設を始めた。最終目標はマサトランを本拠地とするプロサッカークラブを設立することだった。
2020-21シーズン開幕までに完成させる計画で、急ピッチで建設が進められ、2020年6月30日に完成した。建設費約14億5,200万ペソをかけた新スタジアムは、エスタディオ・デ・マサトラン（スペイン語: Estadio de Mazatlán, 英語: Mazatlán Stadium）と名付けられた。
シナロア州政府とマサトラン出身のビジネスマンたちは、リーガMXに所属する数クラブに対して、マサトラン移転を働きかけた。2020-21シーズンに向けて可能性を示したのはモナルカス・モレリア、プエブラ、ケレタロの3クラブだった。
当時、モナルカスを運営するグルーポ・サリナスは、本拠地があるミチョアカン州の州政府に年間4億メキシコペソの経済的支援を要求していたものの、州政府はこの要求を拒否したためグルーポ・サリナスは新たなクラブチーム創設を願うシナロア州政府との交渉のテーブルについた。5月23日、モレリアがマサトランに移転するクラブになり、クラブ名もマサトランFCになることがメディアによって報じられた。しかし、2つの州を越える大規模な本拠地移転であり、モレリアを本拠地とするクラブを失うことになる事態に対し、5月末にはコロナ禍であるにもかかわらず約7000人のサポーターが市内で抗議デモを行った。
6月2日、モナルカス・モレリアのマサトランへの本拠地移転とマサトランFCへの名称変更が決定された。モレリアは1950年6月4日に設立されたクラブであるため、クラブ創立70周年を2日後に控えていたにもかかわらずモナルカス・モレリアというクラブチームは消滅した。
6月8日、チームエンブレムとチームカラー（紫、黒、白）も発表された。
6月11日、フランシスコ・パレンシアが2020-21シーズンより監督に就任することが発表された。
7月27日、最初の試合はプエブラに1-4で敗れた。セサル・ウエルタがチーム初得点を決めた。

## テクニカルスタッフ
| 役職               | 名前                     |
| ------------------ | ------------------------ |
| 監督               | フランシスコ・パレンシア |
| アシスタントコーチ | マルコス・レイナ         |
| アシスタントコーチ | ルイス・オロスコ         |
| GKコーチ           | アラン・クルス           |
| フィットネスコーチ | ショーン・バックリー     |
| 理学療法士         | オスカル・フェルナンデス |
| チームドクター     | ヘスス・ネグレーテ       |
| チームドクター     | ホセ・セディージョ       |
| チームドクター     | レアンドロ・ボッティ     |

## 現所属メンバー
2020年7月4日現在
注：選手の国籍表記はFIFAの定めた代表資格ルールに基づく。
| No. | Pos. |            | 選手名                       |
| --- | ---- | ---------- | ---------------------------- |
| 1   | FW   | メキシコ   | セサル・ウエルタ             |
| 2   | DF   | メキシコ   | エフライン・ベラルデ         |
| 3   | GK   | メキシコ   | ミゲル・フラガ               |
| 4   | DF   | チリ       | ニコラス・ディアス           |
| 5   | DF   | メキシコ   | カルロス・バルガス           |
| 6   | MF   | メキシコ   | ロベルト・メラス             |
| 7   | MF   | メキシコ   | ルイス・アンヘル・メンドーサ |
| 8   | MF   | メキシコ   | マリオ・オスナ               |
| 9   | FW   | ベネズエラ | フェルナンド・アリステギエタ |
| 10  | MF   | チリ       | ホルヘ・バルディビア         |
| 13  | GK   | ウルグアイ | セバスティアン・ソサ         |
| 14  | MF   | チリ       | マルティン・ロドリゲス       |
| 15  | MF   | メキシコ   | カンディド・ラミレス         |
| 16  | DF   | コロンビア | ホセ・オルティス             |

| No. | Pos. |          | 選手名                       |
| --- | ---- | -------- | ---------------------------- |
| 18  | DF   | チリ     | ゴンサロ・ハラ               |
| 19  | MF   | メキシコ | マヌエル・ペレス             |
| 20  | MF   | チリ     | ロドリゴ・ミジャール         |
| 21  | MF   | メキシコ | イバン・モレノ               |
| 22  | DF   | メキシコ | アンドレス・カタラン         |
| 23  | FW   | メキシコ | リカルド・マリン             |
| 25  | DF   | メキシコ | イスラエル・ヒメネス         |
| 26  | MF   | メキシコ | アルド・ロチャ (主将)        |
| 27  | FW   | メキシコ | ミゲル・サンソレス           |
| 28  | DF   | メキシコ | ホルヘ・パディージャ         |
| 32  | MF   | メキシコ | エドゥアルド・デル・アンヘル |
| 33  | GK   | メキシコ | ダニエル・グティエレス       |
| -   | FW   | ブラジル | カミーロ                     |

### ローン移籍
in
注：選手の国籍表記はFIFAの定めた代表資格ルールに基づく。
| No. | Pos. |          | 選手名                          |
| --- | ---- | -------- | ------------------------------- |
| 1   | FW   | メキシコ | セサル・ウエルタ (グアダラハラ) |
| 5   | DF   | メキシコ | カルロス・バルガス (アメリカ)   |
| 14  | MF   | チリ     | マルティン・ロドリゲス (UNAM)   |

| No. | Pos. |          | 選手名                      |
| --- | ---- | -------- | --------------------------- |
| 19  | MF   | メキシコ | マヌエル・ペレス (アメリカ) |
| 21  | MF   | メキシコ | イバン・モレノ (アメリカ)   |
| 23  | FW   | メキシコ | リカルド・マリン (アメリカ) |

out
注：選手の国籍表記はFIFAの定めた代表資格ルールに基づく。
| No. | Pos. |          | 選手名                              |
| --- | ---- | -------- | ----------------------------------- |
| -   | DF   | メキシコ | ホルヘ・バラデス (UAT)              |
| -   | DF   | チリ     | セバスティアン・ベガス (モンテレイ) |
| -   | MF   | メキシコ | サルバドール・レジェス (プエブラ)   |

| No. | Pos. |            | 選手名                                        |
| --- | ---- | ---------- | --------------------------------------------- |
| -   | MF   | ペルー     | ライ・サンドバル (スポルティング・クリスタル) |
| -   | MF   | チリ       | アリエル・ウリベ (アントファガスタ)           |
| -   | FW   | パラグアイ | セバスティアン・フェレイラ (リベルタ)         |

## 歴代監督
- フランシスコ・パレンシア 2020.7-2020.10
- トマス・ボーイ（英語版） 2020.10-2021.5
- ベニャ・サン・ホセ（英語版） 2021.7-2022.3
- ガブリエル・カバイェロ（英語版） 2022.3-2023.1
- クリスチャン・ラミレス 2023.1-2023.2（暫定）
- ルベン・オマール・ロマーノ（英語版） 2023.2-2023.4
- イスマエル・レスカルボ（英語版） 2023.5-